# José López (calciatore)
José López (Mexicali, 25 aprile 1951) è un ex calciatore messicano naturalizzato statunitense di ruolo attaccante.

## Carriera
Si forma calcisticamente nella rappresentativa dell'università della California a Los Angeles; nel 1993 sarà il primo calciatore ad essere inserito nel famedio sportivo dell'istituto.
Nella stagione 1974 diviene la prima scelta nel draft dai L.A. Aztecs, neonata franchigia della NASL, con cui, dopo aver vinto la Western Division, giunge a disputare la finale del torneo, che giocò subentrando a Ricardo De Rienzo, e vinta ai rigori contro i Miami Toros.
Nella stagione 1975 raggiunge con gli Aztecs i quarti di finale, mentre la stagione seguente si fermò al primo turno dei play off.
Dal 1995 al 2007 è stato assistente allenatore agli UCLA Bruins, tornando poi a ricoprire l'incarico dal 2018.

## Palmarès
- Campionato NASL: 1

Los Angeles Aztecs: 1974